# Matteo Manfredi
Matteo Manfredi (Pavia, 28 agosto 1979) è un imprenditore italiano.
Professionista della finanza internazionale, è fondatore e amministratore delegato di Gestio Capital e dal 2024 presidente del club italiano di calcio U.C. Sampdoria.

## Biografia

### Carriera
Nato nell'agosto 1979 in provincia di Pavia, Matteo Manfredi si è laureato in Economia presso l'Università Cattolica del Sacro Cuore di Milano. Ha quindi proseguito i suoi studi frequentando la Columbia University, dove si è specializzato in Business Administration and Management.
Ha prestato servizio nell'Esercito Italiano con il ruolo di tenente. La sua carriera professionale inizia presso Pricewaterhousecoopers ricoprendo le mansioni di Management Consultant, dedicandosi principalmente ad operazioni multi-asset e specifica assistenza a istituti bancari del Regno Unito.
Il suo percorso è poi proseguito in Barclays Bank, con le mansioni di Financial Controller. A Londra consegue il titolo Management Accountants (ACMA – CIMA). A seguire entra nel Lloyds Group, dove si occupa di consulenza strategica per operazioni di sviluppo e carattere internazionali.
Dopo oltre un decennio di attività nell'ambito degli istituti bancari nel 2012 fonda Gestio Capital, multi family office con sede a Londra e successivamente anche a Milano, di cui è ancora oggi l'amministratore delegato. Attualmente ricopre anche il ruolo di consigliere delegato in OTX Group e TLG Capital e con Gestio Capital è investitore, tra le altre, in Gojek, Cipla Quality Chemical Industries, Insilico Medicines, Hiro Capital, Revolut, Planet Farms, Space X, Palantir e OpenAI.

### U.C. Sampdoria
Il 27 maggio 2023 definisce, insieme al socio Andrea Radrizzani, l'acquisizione del pacchetto di maggioranza della Sampdoria. La cessione della società blucerchiata si compie al termine di una lunga trattativa in cui sono coinvolti l'ex presidente Massimo Ferrero ed il tribunale di Genova, permettendo di sventare l'istanza di fallimento dello storico club militante in quel momento in Serie B. Il passaggio delle quote alla Blucerchiati srl (costituita da Radrizzani e successivamente tramutata in spa e avocata a Gestio Capital) avviene dopo che gli azionisti danno il loro lasciapassare ad un piano di ristrutturazione che prevede un'iniezione di liquidità di 40 milioni di euro per sostenere le finanze del club.
Il 4 marzo 2024 con un comunicato per la composizione del nuovo CdA della Sampdoria, Matteo Manfredi è eletto presidente del club blucerchiato. Dal 16 dicembre dello stesso anno è anche consigliere della Lega B.
La nuova proprietà, rappresentata da Manfredi, ha effettuato investimenti complessivi per 105 milioni di euro tra le stagioni 2023/24 e 2024/25. Nella stessa stagione retrocedono anche la Primavera e la prima squadra femminile. Nel giugno 2025 Manfredi assume l’incarico ad interim di responsabile del settore giovanile dopo la sospensione di Luca Silvano a seguito di un servizio de Le iene.